# Ulica Grunwaldzka w Olsztynie
Ulica Grunwaldzka – główna ulica osiedla Grunwaldzkiego w Olsztynie. Rozciąga się od skrzyżowania z ulicami Prostą, Mochnackiego oraz aleją Warszawską do Placu Ofiar Katastrofy Smoleńskiej, będącego skrzyżowaniem o ruchu okrężnym z ulicami Bałtycką, Bohaterów Bitwy Warszawskiej 1920 i aleją Schumana. Ulica jest częścią drogi wojewódzkiej nr 527.
Nazwa ulicy upamiętnia bitwę pod Grunwaldem w 1410 roku.

## Historia ulicy
Pierwotnie stanowiła drogę prowadzącą od Bramy Dolnej do wsi Likusy i Gutkowo i dalej w kierunku Morąga i Miłakowa. Wraz z dzisiejszymi ulicami Jagiełły i Bałtycką stanowiła tzw. trakt miłakowski, jeden z najstarszych traktów Olsztyna.  
W 1806 roku zawaliła się Brama Dolna, która otwierała wjazd do miasta od południa. Po jej rozebraniu powstał w tym miejscu most św. Jana Napomucena. 
Po rozbudowie w XIX wieku Dolnego Przedmieścia (okolice ulic Grunwaldzkiej, Mochnackiego i starej Warszawskiej) ulica stała się znana jako Liebstädter-Straße (ulica Miłakowska), obejmując pod tą nazwą większą część dzisiejszej Grunwaldzkiej (od mostu św. Jana do Kaplicy Jerozolimskiej) oraz ulicę Jagiełły (od Kaplicy Jerozolimskiej do dworca zachodniego). Dolna część dzisiejszej Grunwaldzkiej (od Kaplicy Jerozolimskiej do wiaduktu) nosiła nazwę Feld-Straße (ulica Polna), którą w 1933 roku zmieniono na Mohrungen-Straße (ulica Morąska). 
Droga miłakowska odegrała ważną rolę w trakcie kampanii iławskiej Napoleona Bonaparte w lutym 1807 roku. Tędy szły główne siły jego wojsk, co upamiętnia pamiątkowy kamień. W trakcie koncentracji wojsk przed bitwą pod Olsztynem trakt miłakowski zajmował VII Korpus Wielkiej Armii dowodzony przez marszałka Pierre'a Augereau.
Na rogu ulicy Grunwaldzkiej i Jagiełły stoi zabytkowa Kaplica Jerozolimska z XVI wieku, a obok niej krzyż z 1886 roku, wzniesiony na pamiątkę epidemii cholery, który przeniesiono z alei Warszawskiej.
Przy ulicy Grunwaldzkiej 5a znajdowała się synagoga, której budowę ukończono 4 września 1877 roku. Obecnie w tym miejscu stoi hala sportowa. Wokół dawnej synagogi znajdowały się domy społeczności żydowskiej, które należały do Żydów od 1904 do 1926 roku. Przy skrzyżowaniu dzisiejszych ulic Grunwaldzkiej i Zyndrama z Maszkowic znajdował się cmentarz żydowski. Pozostałością cmentarza są liczne starodrzewa. 
Na przełomie 1940 i 1941 roku na terenie rejencji olsztyńskiej został przeprowadzony spis wszystkich Żydów. Później przeprowadzono ich masową eksterminację. Olsztyńskich Żydów (oraz z okolic Olsztyna) zgromadzono w żydowskim domu starców przy ulicy Grunwaldzkiej, gdzie byli przetrzymywani do jesieni 1941. Następnie byli wywożeni i uśmiercani w nieznanych dotąd miejscach.
Ulica Grunwaldzka należy do tych ulic, które po zajęciu miasta przez Armię Czerwoną zimą 1945 roku ucierpiały najbardziej. Duża część kamienic została wówczas zniszczona. Większość odbudowano po wojnie. Jedną z zachowanych w dobrym stanie kamienic jest obiekt na rogu ulicy Grunwaldzkiej 31 i Zyndrama z Maszkowic, przez mieszkańców nazywana Domem ze Świętym. W jej sąsiedztwie, pod nr 33, zachował się niski budynek, w którym jest prowadzona restauracja.
Po wojnie, przy ulicy Grunwaldzkiej (przy dawnej Morąskiej) zlokalizowano Targowisko Miejskie, które funkcjonuje do dzisiaj.
30 kwietnia 1946 roku uruchomiono pierwszą powojenną linię tramwajową numer 1. Tramwaje jeździły od Jeziora Długiego do Dworca Głównego, przez ulicę Grunwaldzką. Linię zlikwidowano 20 listopada 1965.
W 2005 roku oddano do użytku aleję Schumana wraz z nowym rondem, nazwanym później Placem Ofiar Katastrofy Smoleńskiej. Otwarto wówczas również nowy wiadukt kolejowy przy ul. Grunwaldzkiej, a poprzedni wyłączono z użytku. Odtąd ulica Grunwaldzka została przedłużona i łączy się z rondem Ofiar Katastrofy Smoleńskiej.
W planach miasta istnieje również projekt przebudowy ulicy Grunwaldzkiej, obejmująca budowę nowej, równoległej drogi, wstępnie nazywanej Nowogrunwaldzką.

## Obiekty
- Cmentarz Żydowski
- Kaplica Jerozolimska
- Brama Dolna – nie ma pozostałości po bramie
- Kamień Napoleona – pamiątka po bitwie z 3 lutego 1807 roku
- PAPT – informacja miejska
- Targowisko Miejskie

## Dane drogi
Ulica Grunwaldzka jest drogą posiadającą po jednym pasie ruchu w każdym kierunku.

## Komunikacja
Ulicą Grunwaldzką przebiegają trasy pięciu linii autobusów miejskich: 101, 107, 111, 127 oraz N02.